# Marthe Bohm
Marthe Louise Bohm, född Kieseberg 27 maj 1898 i Warnsdorf, Böhmen, död 1972, var en svensk konstnär.
Hon var dotter till textiltecknaren Kieseberg och från 1927 gift med Gösta Bohm.
Bohm studerade vid konstfackskolan och konstakademien i Dresden och företog därefter studieresor till bland annat Österrike och Tjeckoslovakien. Hon tillhörde konstnärssammanslutningen Gävleborgsguppen. Hon medverkade i utställningar i bland annat Warnsdorf, Prag, Dresden, Oslo, Stockholm, Göteborg och Falun.
Hennes konst består av landskap, porträtt, barnbilder och blomsterstilleben samt miniatyrmåleri. Bohm är representerad vid Gävle museum och Hälsinglands museum.